# Qualificazioni alla Coppa del Mondo di rugby 1999
Le qualificazioni alla Coppa del Mondo di rugby 1999 si tennero tra il 1996 e il 1999 e videro la partecipazione di 66 squadre che si affrontarono in tornei di qualificazione su base geografica.
Per via dell'elevato (rispetto alle precedenti edizioni) numero di partecipanti, le procedure di qualificazione furono più lunghe e articolate del solito: infatti per la prima volta la fase finale della competizione previde 20 squadre invece che 16 come nelle tre edizioni in precedenza disputate; un altro fattore che contribuì a rendere più elaborato il processo di qualificazione fu che il numero di squadre automaticamente ammesse all'edizione 1999 della Coppa furono solo quattro: Sudafrica, Nuova Zelanda e Francia, nell'ordine le prime tre classificate della Coppa del Mondo di rugby 1995 e il Galles Paese organizzatore, il che significò che le selezioni coinvolsero anche formazioni che nelle edizioni precedenti avevano raggiunto le semifinali, come Inghilterra o Scozia, quando non avevano addirittura vinto il torneo come l'Australia, campione del mondo nel 1991.
Ogni zona continentale adottò proprî criterî di selezione, talora appoggiandosi anche a competizioni consolidate e già programmate, come nel caso dei campionati asiatici e panamericani; alle qualificazioni africane parteciparono 9 squadre, a quelle americane 12 (una delle quali si ritirò prima dell'inizio delle gare di qualificazione), a quelle asiatiche 8, alle oceaniane 7 e a quelle europee 30: proprio la federazione continentale europea, la FIRA, organizzò le qualificazioni più lunghe e articolate, su quattro turni con diverse Nazionali ammesse direttamente a ciascuno di detti turni.
L'Africa designò una squadra, così come l'Asia; le Americhe e l'Oceania 3 ciascuna, e l'Europa 6, per un totale di 14; ulteriori due squadre provennero da un torneo di ripescaggio che si tenne tra la fine del 1998 e l'inizio del 1999 e che riguardò 7 Nazionali provenienti da tutte le zone continentali.

## Criteri di qualificazione
- Africa (1 qualificata, 1 ai ripescaggi): 9 squadre parteciparono alle gare di qualificazione, ripartite su quattro turni, ciascuno con girone all'italiana con gare di sola andata. Al primo turno presero parte tre squadre, una sola delle quali da qualificare al secondo turno; al secondo turno furono ammesse direttamente Tunisia (seconda squadra africana nella graduatoria finale del torneo di qualificazione FIRA 1996-97 valida per stabilire il seeding delle qualificazioni europee e africane[3]) e Kenya e da esso uscì una squadra per il terzo turno, che vedeva già ammesse Namibia e Zimbabwe. Dal secondo turno uscirono due squadre che andarono a disputare il girone finale insieme alle già ammesse Costa d'Avorio, presente alla Coppa del Mondo di rugby 1995, e Marocco, prima africana del torneo FIRA di qualificazione[4]; la prima classificata del girone finale fu qualificata direttamente, la seconda fu destinata ai ripescaggi.
- Americhe (3 qualificate, 1 ai ripescaggi): il torneo di qualificazione per quanto riguarda la zona americana fu il campionato panamericano 1998, che vedeva già ammesse le Nazionali di Argentina, Canada e Stati Uniti[4]. Per determinare la quarta ammessa si tennero alcuni turni preliminari; il primo turno prevedeva originariamente 6 squadre su due gironi, ma una di esse, la Guyana, si ritirò[2]; ogni girone qualificò una squadra che, al secondo turno, trovò il Cile già ivi ammesso; la squadra qualificata al terzo turno disputò un girone all'italiana insieme a Paraguay e Uruguay e la vincitrice di tale girone partecipò al campionato panamericano[4]. Le prime tre squadre classificate al Panamericano furono ammesse direttamente alla Coppa del Mondo, la quarta andò ai ripescaggi.
- Asia (1 qualificata, 1 ai ripescaggi): il torneo di qualificazione alla Coppa del Mondo fu il campionato asiatico 1998 alla cui prima divisione parteciparono quattro squadre che si incontrarono a Singapore in un girone all'italiana. Alla prima divisione asiatica erano già ammesse di diritto Corea del Sud, Hong Kong e Giappone mentre la quarta provenne da due turni di qualificazione, al secondo dei quali erano già ammesse Malaysia e Taiwan; al primo turno presero parte tre squadre con l'ammissione di una sola al secondo turno, per un totale di 8 nazionali coinvolte nella qualificazione. La squadra campione asiatica fu ammessa alla Coppa del Mondo, la seconda fu destinata ai ripescaggi[4].
- Europa (6 qualificate, 3 ai ripescaggi): quello europeo fu il torneo di qualificazione più lungo: si tenne infatti sull'arco di più di due anni tra il settembre 1996 e il dicembre 1998 su quattro turni e con modalità di qualificazione eterogenee. Delle 30 squadre che presero parte alla competizione, infatti, 3 disputarono solo l'ultimo turno di qualificazione, il terzo: (Inghilterra, Irlanda e Scozia, 2 il secondo e penultimo turno come teste di serie dei propri gironi di qualificazione (Italia e Romania), 10 affrontarono un torneo per determinare in quale ordine di seeding avrebbero affrontato il penultimo turno e le altre 15 disputarono il primo turno che prevedeva tre qualificate al turno successivo. Al primo turno (settembre 1996 ― giugno 1997) le 15 squadre furono ripartite in 3 gironi da cinque squadre ciascuna, ciascuno dei quali espresse una qualificata al secondo turno; qui (ottobre 1997 ― giugno 1998) ognuna delle tre classificate fu posta in uno dei tre gironi, anch'essi da cinque squadre; le citate Italia e Romania erano teste di serie di due dei tre gironi; la terza testa di serie fu la prima classificata del torneo FIRA che si tenne in contemporanea al primo turno. Ognuno dei tre gironi espresse due qualificate al turno finale, che si tenne tra novembre e dicembre 1998 su tre gironi di tre squadre ciascuno ospitati dalle tre teste di serie, Inghilterra, Irlanda e Scozia rispettivamente a Huddersfield, Dublino ed Edimburgo. Le prime due classificate di ognuno di tali gironi accedette direttamente alla Coppa del Mondo[3], in particolare la vincitrice come testa di serie, mentre invece le terze classificate furono destinate ai ripescaggi.
- Oceania (3 qualificate, 1 ai ripescaggi): le qualificazioni dell'area del Pacifico riguardarono 7 squadre nazionali su tre turni; Australia e Samoa erano già ammesse all'ultimo turno, mentre Figi e Tonga al secondo e penultimo. Ogni turno si svolse con il metodo del girone all'italiana di sola andata: dal terzo turno, a tre squadre, ne emerse una ammessa al secondo turno, mentre il secondo turno qualificava due squadre al girone finale, che fu un torneo a quattro ospitato dall'Australia a fine settembre 1998: le prime tre classificate di tale torneo accedettero direttamente alla Coppa del Mondo, mentre la quarta andò ai ripescaggi[4].
- Ripescaggi (2 qualificate): 7 squadre (3 europee, 1 ciascuna da Africa, Americhe, Asia e Oceania) si incontrarono su due turni di qualificazione a eliminazione diretta; il Marocco, secondo della zona africana, fu ammesso direttamente all'ultimo turno, mentre le altre sei squadre si affrontarono in un doppio incontro di andata e ritorno; le due vincitrici del secondo turno furono le qualificate alla Coppa del Mondo[4].

## Schema delle qualificazioni
| Fase                  | Africa                    | Americhe                                                             | Asia                         | Europa | Oceania                                                                          | Ripescaggi |
| --------------------- | ------------------------- | -------------------------------------------------------------------- | ---------------------------- | --- | -------------------------------------------------------------------------------- | --- |
| Qualificate d'ufficio | - Sudafrica               |                                                                      |                              | - Galles - Francia | - Nuova Zelanda                                                                  | |
| Schema qualificazioni | - 1º girone finale Africa | - 1ª Panamericano 1998 - 2ª Panamericano 1998 - 3ª Panamericano 1998 | - 1ª Asian Championship 1998 | - 1º girone A Europa - 1º girone B Europa - 1º girone C Europa - 2º girone A Europa - 2º girone B Europa - 2º girone C Europa | - 1º girone finale Oceania - 2º girone finale Oceania - 3º girone finale Oceania | Due squadre tra: - 1º girone finale Africa - 4ª Panamericano 1998 - 2ª Asian Championship 1998 - 3º girone A Europa - 3º girone B Europa - 3º girone C Europa - 4º girone finale Oceania |

## Qualificazioni Africa

### Verdetto
- Namibia: qualificata alla Coppa del Mondo per la zona Africa
- Marocco: al secondo turno dei ripescaggi interzona

## Qualificazioni Americhe

### Verdetto
- Argentina: qualificata alla Coppa del Mondo come prima squadra americana
- Canada: qualificata alla Coppa del Mondo come seconda squadra americana
- Stati Uniti: qualificata alla Coppa del Mondo come terza squadra americana
- Uruguay: al primo turno dei ripescaggi interzona

## Qualificazioni Asia

### Verdetto
- Giappone: qualificato alla Coppa del Mondo per la zona Asia
- Corea del Sud: al primo turno dei ripescaggi interzona

## Qualificazioni Europa

### Verdetto
- Inghilterra: qualificata alla Coppa del Mondo come prima squadra europea
- Irlanda: qualificata alla Coppa del Mondo come seconda squadra europea
- Scozia: qualificata alla Coppa del Mondo come terza squadra europea
- Italia: qualificata alla Coppa del Mondo come quarta squadra europea
- Romania: qualificata alla Coppa del Mondo come quinta squadra europea
- Spagna: qualificata alla Coppa del Mondo come sesta squadra europea
- Georgia: al primo turno dei ripescaggi interzona
- Paesi Bassi: al primo turno dei ripescaggi interzona
- Portogallo: al primo turno dei ripescaggi interzona

## Qualificazioni Oceania

### Verdetto
- Australia: qualificata alla Coppa del Mondo come prima squadra oceaniana
- Figi: qualificata alla Coppa del Mondo come seconda squadra oceaniana
- Samoa: qualificata alla Coppa del Mondo come terza squadra oceaniana
- Tonga: al primo turno dei ripescaggi interzona

## Ripescaggi
|  | Primo turno   | Primo turno   | Primo turno | Primo turno | Primo turno |  |  | Secondo turno | Secondo turno | Secondo turno | Secondo turno | Secondo turno |  |
|  |               |               |             |             |             |  |  |               |               |               |               |               |  |
|  | Uruguay       | Uruguay       | 46          | 33          | 79          |  |  |               |               |               |               |               |  |
|  | Portogallo    | Portogallo    | 9           | 24          | 33          |  |  | Uruguay       | Uruguay       | 18            | 18            | 36            |  |
|  |               |               |             |             |             |  |  | Marocco       | Marocco       | 3             | 21            | 24            |  |
|  |               |               |             |             |             |  |  |               |               |               |               |               |  |
|  | Tonga         | Tonga         | 37          | 27          | 64          |  |  |               |               |               |               |               |  |
|  | Georgia       | Georgia       | 6           | 28          | 34          |  |  | Tonga         | Tonga         | 58            | 82            | 140           |  |
|  | Paesi Bassi   | Paesi Bassi   | 31          | 14          | 45          |  |  | Corea del Sud | Corea del Sud | 26            | 15            | 41            |  |
|  | Corea del Sud | Corea del Sud | 30          | 78          | 108         |  |  |               |               |               |               |               |  |

### Primo turno di ripescaggio
| Arbitro: | Wayne Erickson |

|                                            |      |                       |
| 15’, 65’ E. Vunipola 80’ Mafi 80+1’ Tiueti | mt   |                       |
| 15’, 65’, 80’ Tonga 80+1’ Taumalolo        | tr   |                       |
| 3’, 9’, 35’ Taumalolo                      | c.p. | 20’, 54’ Urjukashvili |

| Arbitro: | Tappe Henning |

|                                                   |      |              |
| Cardoso Lamelas Lemoine (2) Mendaro Ormaechea (2) | mt   |              |
| Sciarra (4)                                       | tr   |              |
| Sciarra                                           | c.p. | Teixeira (3) |

| Arbitro: | Joël Dumé |

|                                            |      |                  |
| Elisara (2) van Dalen Winkels van der Loos | mt   | Yong Kim (2) Lim |
| Everts (3)                                 | tr   | Kim (2)          |
|                                            | c.p. | Kim (2)          |

| Arbitro: | Didier Mené |

|                                                             |      |                                              |
| 7’ Tsabadze 22’ Khekhelashvili 72’ Shvelidze 76’ Kobakhidze | mt   | 13’ Tiueti 39’, 46’, 58’ Taumalolo 68’ Lutui |
| 22’ Urjukashvili                                            | tr   | 46’ Taumalolo                                |
| 66’ Urjukashvili 83’ Kobakhidze                             | c.p. |                                              |

| Arbitro: | Brian Campsall |

|                        |      |                        |
| Aguilar Canha Hoffmann | mt   | Bado Ormaechea Sánchez |
| Mourão (3)             | tr   | D. Aguirre Sciarra (2) |
| Mourão                 | c.p. | D. Aguirre Sciarra (3) |

| Arbitro: | Wayne Erickson |

|                                                                |      |                  |
| Baik HK Kim (2) JH Kim (2) KW Kim (2) Lim CK No JH No Yong (2) | mt   | 2 mete           |
| Choi (2) JS Kim (5)                                            | tr   | 2 trasformazioni |
| JS Kim (3)                                                     | c.p. |                  |

### Secondo turno di ripescaggio
| Nukuʻalofa 16 aprile 1999 | Tonga       | 58 – 26 | Corea del Sud | Teufaiva Sport Stadium (7 000 spett.)\| Arbitro: \| Paul Honiss \| |
| Arbitro:                  | Paul Honiss |         |               |                                                                    |

| Montevideo 19 aprile 1999 | Uruguay      | 18 – 3 | Marocco | Carrasco Polo Club\| Arbitro: \| Steve Lander \| |
| Arbitro:                  | Steve Lander |        |         |                                                  |

| Casablanca 1º maggio 1999 | Marocco     | 21 – 18 | Uruguay | C.O.C. Stadium (2 500 spett.)\| Arbitro: \| David Lewis \| |
| Arbitro:                  | David Lewis |         |         |                                                            |

| Seul 4 maggio 1999 | Corea del Sud | 15 – 82 | Tonga | Dongdeamun Stadium\| Arbitro: \| Scott Young \| |
| Arbitro:           | Scott Young   |         |       |                                                 |

### Verdetto
- Tonga: qualificata alla Coppa del Mondo come prima delle ripescate
- Uruguay: qualificata alla Coppa del Mondo come seconda delle ripescate

## Quadro generale delle qualificazioni
| Fase                  | Africa      | Americhe                           | Asia       | Europa                                                       | Oceania                    | Ripescaggi        |
| --------------------- | ----------- | ---------------------------------- | ---------- | ------------------------------------------------------------ | -------------------------- | ----------------- |
| Qualificate d'ufficio | - Sudafrica |                                    |            | - Galles - Francia                                           | - Nuova Zelanda            |                   |
| Esito qualificazioni  | - Namibia   | - Argentina - Canada - Stati Uniti | - Giappone | - Inghilterra - Irlanda - Scozia - Italia - Romania - Spagna | - Australia - Figi - Samoa | - Tonga - Uruguay |